# Tauben im Gras
Tauben im Gras ist der Titel eines Romans von Wolfgang Koeppen aus dem Jahr 1951 und das erste Werk der sogenannten Trilogie des Scheiterns. In 105 episodenhaften Sequenzen wird vom Leben von über dreißig Haupt- und Episodenfiguren in einer bayrischen Großstadt unter amerikanischer Besatzung während der Nachkriegszeit, geprägt von ihren gesellschaftlichen und sozialen Verhältnissen, erzählt. Tauben im Gras gilt wegen des an Mustern der Montagetechnik und des inneren Monologs moderner Romane orientierten Aufbaus als bedeutendes literarisches Werk. 2023 entzündete sich ein Diskurs über die Verwendung rassistischer Begriffe für schwarze Personen.

## Inhalt

### Überblick
Verschiedene zeitlich parallel laufende Handlungen spielen an einem Tag um das Jahr 1950 herum in einer bayerischen Großstadt, vermutlich München. Die Spuren des Zweiten Weltkriegs sind noch im Stadtbild präsent, aber das Leben der durch die Kriegserlebnisse geprägten Menschen beginnt sich allmählich zu beruhigen und die Lebensverhältnisse verbessern sich gegenüber den ersten Nachkriegsjahren. Luxusgüter bekommen die nicht vermögenden Deutschen allerdings oft nur durch Beziehungen zu Amerikanern. Die dabei entstehenden Affären und Freundschaften deutscher Frauen mit schwarzen Besatzungssoldaten werden von Teilen der Bevölkerung mit rassistischen Vorurteilen bewertet.
Die schnell wechselnden kaleidoskopartigen Szenen zeigen einzelne Personen bei ihren Gängen durch die Stadt und ihren Begegnungen: Menschen mit Nazi-Vergangenheit und -Denkschablonen, die Kriegerwitwe Carla und ihren Liebhaber Washington Price, einen amerikanischen Soldaten, im schwarz-weißen Vorurteilskonfliktfeld, den Schriftsteller Philipp mit großen Ambitionen, aber Schreibblockaden und seine ihn mit dem Verkauf des Familienschmucks finanzierende depressive Frau Emilia und ihren Psychiater Behude, den erfolgreichen Filmschauspieler Alexander und seine partysüchtige Frau Messalina. Dazu kommen amerikanische Touristen, die sich ein Bild von der Zerstörung und dem Aufbau machen wollen: der bekannte, um die abendländische Kultur in Europa besorgte Dichter Mr. Edwin auf seiner Vortragsreise, der deutschstämmige Flieger Richard Kirsch auf Verwandtenbesuch, eine Gruppe amerikanischer Lehrerinnen, u. a. die junge Kay, der schwarze Soldat Odysseus Cotton, der sich auf seiner Besichtigungstour vom alten Dienstmann Josef seinen Musikkoffer tragen lässt, Christopher Gallagher mit seinem Sohn Ezra, während seine jüdische, vor dem Krieg in die USA emigrierte Frau Deutschland meidet und in Paris auf ihn wartet…
Auf diese Figuren bezieht sich der Romantitel. Sie sind mit Tauben im Gras vergleichbar: „Die Vögel sind zufällig hier, wir sind zufällig hier, und vielleicht waren auch die Nazis nur zufällig hier […] vielleicht ist die Welt ein grausamer und dummer Zufall Gottes, keiner weiß warum wir hier sind. Die Vögel werden wieder auffliegen und wir werden weitergehen“. Die meisten Begegnungen sind zufällig, z. B. die Emilias mit Mr. Edwin im Antiquariat de Voss und mit Kay beim Juwelier Schellack oder Philipps und Mr. Edwins stummes Treffen im Hotel. Zuvor ist dort Philipp bei seinem Versuch, Edwin für die „Neues Blatt“ zu interviewen, von der Lehrinnen-Reisegruppe mit dem berühmten Dichter verwechselt worden und hat dabei die junge Kai kennengelernt.
Im Romanverlauf vernetzen und verdichten sich die einzelnen Handlungsstränge zunehmend und einige Themen und Beziehungen mit ihren Problemfeldern werden herauspräpariert. Zum Schluss hin entwickelt sich die Rassendiskriminierung, angeheizt durch Gerüchte über Ermordungen, dramatisch zu Angriffen auf schwarze Soldaten mit Steinigungen, deren Opfer Unschuldige sind.

### Kulturszene
Geprägt ist das kulturelle Leben der Stadt durch das Unterhaltungs- und Vergnügungsbedürfnis der Nachkriegsbevölkerung. Anziehungspunkte sind Kinos und Musikveranstaltungen. Künstler, die sich nicht diesem Trend anpassen wollen, spielen ein Randdasein, im Bohème-Milieu oder als Einzelgänger. Kontrastfiguren sind in diesem Zusammenhang der Filmstar Alexander und der Schriftsteller Philipp.
Philipp ist ein Einzelgänger und meidet die Gesellschaft. Er träumt davon, einen großen Roman zu schreiben und berühmt zu werden, doch er hat nicht die Kraft dazu, mit der Arbeit zu beginnen. Für den von seiner Frau vermittelten Auftrag, für den Filmstar Alexander ein Drehbuch zu schreiben, ist er nicht motiviert. Es entspricht nicht seiner Auffassung von echter Dichtung und er verdient mit widerwillig geschriebenen Zeitungsartikeln gelegentlich etwas Geld. Seine Frau Emilia hat einen großen Teil ihres großväterlichen Erbes im Krieg und durch die Währungsreform verloren und finanziert ihr Leben durch den demütigenden Unter-Wert-Verkauf von Silbergeschirr, Familienschmuck und Antiquitäten aus ihrer verfallenen Villa. Meistens muss sie die niedrigen Gebote der Händler akzeptieren. Einmal zeigt sie dem Juwelier Schellack, der den Preis für die Perlen ihrer Großmutter herunterhandeln will, ihren Stolz und schenkt den Schmuck demonstrativ einer Kundin, der jungen Amerikanerin Kay. Über Philipps Lethargie ist sie frustriert, sie trinkt viel in ihren Stammkneipen und gerät dann zu Hause, wenn sie mit ihrem Mann zusammentrifft, außer Kontrolle. Nach ihrem letzten Zornanfall hat Philipp die Wohnung in der Fuchsstraße verlassen und übernachtet im Hotel „Zum Lamm“.
Emilia ist durch ihre Liebe zum Alkohol mit Messalina bekannt, der Frau des Filmstars Alexander, mit dessen Szene der Roman beginnt: Am orgiastischen Abend seiner Frau Messalina, dem von ihm bewunderten „Lustross“, mit der transvestitischen Malerin Alfredo und der jungen Bohèmien Susanne war der von den Unterhaltungsfilmproduktionen ermüdete, impotente Schauspieler nur als Zuschauer beteiligt und fährt jetzt am Morgen, während die Gäste noch schlafen, ins Atelier zu Dreharbeiten für eine weitere Folge des Erzherzog-Films. Zeitgleich wird seine Tochter Hillegonda von der religiös fanatischen Kinderfrau Emmi zur Frühmesse in eine Kirche gebracht, um das Kind „von den Sünden der Eltern [zu] befreien“. Denn Messalina verkehrt nicht nur in der „guten Gesellschaft“, der „gesitteten Klasse“, sondern auch an deren zwielichtigen Rändern und ist ständig auf der Suche nach Partygästen und unterhaltsamen Frauen. So nimmt sie auch den Besuch des berühmten Mr. Edwins in der Stadt als Anlass zu einer Party nach dessen Vortrag. Aus Enttäuschung über Philipps Abwesenheit besucht Emilia zum ersten Mal das Haus des Schauspielers, betrinkt sich, geht aber vor der Orgie nach Hause, um dort zu toben.
Bei dem Versuch, Mr. Edwin im Auftrag der Zeitung „Neues Blatt“ zu interviewen, trifft Philipp im Hotel auf die Touristengruppe der amerikanischen Lehrerinnen aus Massachusetts, die ihn zuerst für den berühmten Dichter halten. V. a. die 21-jährige Kay, „so unbefangen, so frisch […] von einer Jugend, wie man sie hier kaum noch sieht“, ist eine glühende Edwin-Verehrerin und überträgt nach der Aufklärung des Irrtums ihr Interesse auf den deutschen Dichter Philipp. Beide treffen sich wieder am Abend bei Mr. Edwins Vortrag und Philipp lädt sie, von ihrer jugendlichen Begeisterung für Literatur und Poeten angetan, in sein hässliches Hotelzimmer ein. Kay geht aus Abenteuerlust, „Reiseromantik“ und Interesse „am Heim des deutschen Dichters“ mit, ist aber sogleich über die Atmosphäre der „Absteige“ ernüchtert, verabschiedet sich und lässt dem armen Schriftsteller den ihr von Emilia geschenkten Schmuck zurück.
Mr. Edwin ist ein belesener philosophischer Dichter, der die bayerische Stadt im Wandel zwischen Vergangenheit und ungewisser Zukunft besucht, um eine Rede über die Gefährdung des europäischen Geistes zu halten. Er fühlt sich nicht den russischen literarischen „Dämonen verbunden, sondern der hellenistisch-christlichen Ratio, die Übersinnliches – in Maßen – nicht [ausschließt]“: „[A]ber schon schienen die vertriebenen Gespenster des Grausam-Absurden wiederaufzutauchen […] Die Stadt erschreckte ihn […] Sie hatte zu viel durchgemacht […] heimgesucht war sie. Hatte das Chaos gestreift, den Sturz in die Urgeschichte, jetzt hing sie wieder am Hang der Historie, hing schief und blühte, war es eine Scheinblüte?“
Am Abend erscheint ein heterogenes Publikum mit unterschiedlichen Interessen und Erwartungen im Saal des Amerikahauses, um die Rede des Weltreisenden über die Gefährdung der europäischen Kultur anzuhören. Für die meisten ist es ein gesellschaftliches Ereignis, bei dem man die Honoratioren der Stadt trifft. Die amerikanischen Lehrerinnen begeistern sich für den berühmten Autor und wollenvon ihm ein Autogramm. Der eigentlich schüchterne Redner fühlt sich von der großen Resonanz geschmeichelt. Sein Überblick über die europäische Philosophiegeschichte von der Antike an mit dem Appell zum Erhalt des europäischen Geistes wird jedoch durch Knackgeräusche der Lautsprecher schwer verständlich („Die Technik rebellierte gegen den Geist“) und die meisten der bereits vom Inhalt überforderten Zuhörer schlafen ein. Auch Kai versteht ihren Dichter nicht. Der neben ihr sitzende Philipp erkennt, dass in Edwins Vortrag „Größe“ liegt und dass er doch „völlig folgenlos“, eine „vergebliche Beschwörung“ bleiben wird: „[E]r sagt uns nicht, was er sieht, was er sieht ist furchtbar […] nur manchmal lüftet er einen Schleier vor dem Grauen, vielleicht gibt es kein Grauen, vielleicht ist nichts hinter dem Schleier, er spricht nur für sich, vielleicht spricht er noch für mich, vielleicht für die Priester, ein Augurengespräch, die andern schlafen.“ Nach dem freundlichen Applaus verlässt Edwin sofort das Haus und streift durch „das Revier von Oscar Wildes goldenen Nattern“ auf der Suche nach schönen jungen Männern. Dort wird er von Heinz‘ Jungenbande, die in ihm „einen eleganten reichen Freier, ein komisches Geschäft“ erkannt haben, überfallen.

### Rassendiskriminierung

#### Washington und Carla
Washington Price, ein schwarzer amerikanischer Soldat aus Baton Rouge, ist in der Stadt stationiert und hat eine Affäre mit der Kriegerwitwe Carla. Frau Behrend, ihre Mutter, verurteilt dies als Schande. Sie leidet an ihrer „verlorenen Tochter“ in der sie Wesenszüge ihres Mannes, eines ehemaligen Obermusikmeisters der deutschen Wehrmacht, sieht, der sie wegen des „kleinen Tschechenmädchens“ Vlasta verlassen hat, sie aber weiterhin finanziell unterstützt. Jetzt spielt er mit seiner Kapelle in einem Klub der schwarzen US-Soldaten.
Bei Frau Behrends täglichen Treffen mit ihren Freundinnen im Domcafé tauschen sich die Damen über ihre Unzufriedenheit mit der modernen Zeit aus: „Schande der Zeit und Verlorensein in Unordnung, Irrwegen und moralischen Abgründen“.  Sie verharren in alten Denkmustern und sind auch nach dem Krieg der Überzeugung, dass die Zeit unter Hitler gut war, da „damals“ wenigstens „noch richtig Zug drin war!“. Frau Behrend verurteilt die Beziehung ihrer Tochter zu dem schwarzen Washington, nimmt aber die Geschenke an, die er Carla und ihr macht. „[U]nd dabei waren sie drüben in Amerika so streng mit den Negern. Rassenschande arischer Nachweis, ob Neger oder Jude, es war dasselbe, dass Carla das tun musste, nie war so etwas vorgekommen in ihrer Familie […] und nun diese Schande!“
Carla hat mit 18 Jahren schwanger geheiratet und ihren Mann vermutlich in der Schlacht von Stalingrad verloren. Um sich und ihren Sohn Heinz zu ernähren, arbeitet sie als Typistin im Büro der US-Besatzungstruppe, lernt dort Washington kennen und beginnt mit ihm eine Affäre. Da sie sich mit ihrer Mutter nicht versteht, mietet sie ein Zimmer in einer Pension, in der auch Prostituierte wohnen, und trifft sich dort mit Washington. Während er sie liebt, ist für sie die Beziehung eine Mischung aus Zuneigung und Suche nach menschlicher Wärme in ihrer Einsamkeit. Sie wird zwar von ihrer Umwelt beneidet für seine Unterstützung und Geschenke, aber sie spürt die Abwertung der Gesellschaft.
Ihr Sohn Heinz bewundert einerseits den athletischen erfolgreichen Baseballspieler der „Red Stars“, der mit seinem blauen amerikanischen Auto bei ihnen vorfährt und sie zu Ausflügen abholt, und gibt bei seiner Jungenbande mit seinen Geschenken an, übernimmt andererseits deren schwarz-weißes Rassenbild. Im Streit wird er von den Jungen als „Niggerbankert, dreckiger“ beschimpft. Auch seine Mutter ist in dieser Konfliktsituation. Ihr Hollywood-Traum wäre die Ehe mit einem weißen amerikanischen Soldaten und ein Leben in den USA. Als Carla von Washington schwanger wird, verstärkt sich ihre Situation in einem gesellschaftlichen Vorurteilskonfliktfeld. Sie will das Kind abtreiben, um es nicht der befürchteten Rassendiskriminierung auszusetzen und um sich ihre Zukunft offen zu halten: Aber sie sitzt jetzt, bedauert sie, „im falschen Zug. […] Washington [ist] ein guter Kerl, aber er [sitzt] leider im falschen Zug. Alle Neger [sitzen] im falschen Zug. […] ›Es ist der Tod‹, [denkt] Carla“. Washington dagegen möchte sie heiraten und verhindert durch seinen Einspruch beim Arzt den Abbruch. Mit seinem positiven Idealismus glaubt er fest an die Verwirklichbarkeit seiner Träume von einer Welt ohne Rassendiskriminierung, in der „niemand unerwünscht“ ist, und von ihrem Leben im liberalen Paris. Er spricht mit Carla darüber, sie fühlt sich befreit von ihrem Hollywood-Traum und lässt sich von ihm überzeugen, zusammen nach Paris zu leben: „Sie würden beide Franzosen werden […] Die Franzosen freuten sich, wenn einer bei ihnen leben wollte. Carla und Washington würden das Lokal errichten, „Washingtons Inn“, die Wirtschaft, in der niemand unerwünscht ist.“ Sie versöhnen sich und tanzen am Abend zusammen im Klub für schwarze US-Soldaten.

#### Odysseus und Josef
Odysseus Cotton, ein dunkelhäutiger Amerikaner aus Memphis, besichtigt als Tourist die Stadt und mietet den alten Dienstmann Josef, seinen „Musikkoffer“ herumzutragen. Ständig von amerikanischer Schlager- und Jazzmusik aus seinem Radioapparat begleitet, zieht er von einer Sehenswürdigkeit zur nächsten, trinkt in der Kneipe „Die Glocke“ Bier, würfelt mit Griechen um Geld und gewinnt.
Gegen Abend kehren die beiden in der „Heiliggeistwirtschaft“ ein. Odysseus sucht für die Nacht ein Mädchen und die ebenfalls Bekanntschaften suchende Susanne zeigt sich interessiert. Im Gedränge der Kneipe stiehlt sie ihm sein Geld und löst damit eine tragische Handlungskette aus. Odysseus bemerkt den Diebstahl und beschuldigt die Männer in seiner Nähe. Es kommt zu einer Schlägerei, Odysseus wird angegriffen und läuft mit Josef aus dem Wirtshaus. Sie werden verfolgt, Steine fliegen, Odysseus reagiert panisch, fordert von Josef seinen bereits ausgezahlten Tageslohn, dieser wird am Kopf getroffen und stirbt kurz darauf im Hospital. Die Menge und auch, kurz vor seinem Tod, Josef beschuldigen Odysseus der Tat, dieser flieht und trifft am Abend im Klub der schwarzen US-Soldaten wieder auf Susanne.
Das unschuldige Opfer, der Gepäckträger Josef, hat immer seinen Dienst gewissenhaft abgeleistet, er war sein Leben lang Befehlsempfänger und zog als solcher auch als Soldat in den Ersten Weltkrieg. Er erinnert sich an die Schlachten im Argonnerwald und am Chemin des Dames, leidet darunter, Menschen getötet zu haben und macht sich Gedanken über seine Vergangenheit als Mitläufer während der NS-Zeit.

#### Steinigung
Am Ende des Romans eskaliert, durch Gerüchte über die Ermordungen eines Taxifahrers und eines Kindes angeheizt, auf dem Platz vor dem Bräuhaus der Zorn der Menschen über den Tod des Dienstmannes. Ihre Wut richtet sich gegen die Schwarzen im Jazzclub. Sie werfen die Scheiben ein und wollen das Gebäude stürmen. Bevor die Polizei eintrifft, stellen sich ihnen zwei amerikanische Touristen, der Flieger Richard Kirsch und Christopher Gallagher, in den Weg und versuchen zusammen „Amerika zu verteidigen, das schwarze Amerika […] das dunkle Amerika, das sich hinter zerbrochenen Fenstern […] versteckt[-].“ Während Susanne und Odysseus das Lokal durch einen Hinterausgang verlassen und dann die Nacht zusammen in ihrer Kammer verbringen, wird Washington beim Verlassen des Klubs, durch einen missverstandenen Ausruf von Frau Behrend ausgelöst, für den Mörder des Dienstmannes gehalten. Die wütende Menge bewirft ihn und Clara mit Steinen und der in diesem Augenblick auf seine Mutter zulaufende Heinz wird getroffen.

## Form
Der Autor hatte eigentlich vor, den ganzen Roman ohne Punkte zu schreiben, um ihn noch mehr wie einen einzigen Gedanken erscheinen zu lassen. Doch dieses Stilmittel wurde ihm nicht gestattet. Dafür rang er dem Verlag eine Kompromiss-Interpunktion ab. Auch die Kompromiss-Fassung des Textes stellt ein Beispiel für den modernen Roman dar.
Der Rezensent des Spiegels beschrieb: „Das Buch ist in einem gehetzten, zufällige Gedankenfetzen aneinanderreihenden Stil geschrieben. Die Darstellung erscheint nicht anders als ein Erbrechen, als ein stoßweises Vonsichgeben des Bodensatzes nie ganz zu verarbeitender Erlebnisse.“
Die Lektüre fordert dem Leser einiges an Aufmerksamkeit ab, da in dem Text (typisch für die Montagetechnik) mit harten Schnitten gearbeitet wird, nach denen regelmäßig, nicht immer als Absatz erkennbar, ein anderer Strang der Geschichte weitererzählt wird. Außerdem erleichtert zumeist die schnelle Erwähnung von Signalwörtern, vor allem in Gestalt der handelnden Personen, aber auch von Gegenständen (zum Beispiel der „grünen Ampel“ an einer Kreuzung) die Orientierung. Zeitungsmeldungen, die in die Erzählsequenzen hineinmontiert sind, werden in der Erstausgabe des Romans sowie in den Taschenbuchausgaben seit 2007 durchweg in Kapitälchen gedruckt. Der Kursivdruck dieser Textstellen in den dazwischenliegenden Ausgaben des Romans gilt als nicht authentisch.

### Szenenfolge (Auswahl)
Am Tag nach einer Orgie in seinem Haus bereitet sich der Filmschauspieler Alexander auf die Dreharbeiten zum Film „Erzherzogliebe“ vor, der die Zuschauer die Leiden des Krieges vergessen lassen soll. Derweil wird seine Tochter Hillegonda von der Kinderfrau Emmi, die das Kind „von den Sünden der Eltern befreien“ will, in eine Kirche gebracht. Philipp, der zur Enttäuschung seiner Frau Emilia trotz des Auftrags von Alexander, ein Drehbuch zu schreiben, nicht schriftstellerisch tätig werden kann, hält sich eine Nacht in einem Hotel in der Fuchsstraße auf, wo sich auch sein Haus befindet. Die Kommerzienratserbin Emilia versorgt das Paar durch den Verkauf wertvoller Antiquitäten, die in dem verfallenden Haus, in dem sie lebt, übrig geblieben sind.
In derselben Straße befindet sich das Café Schön, der Treffpunkt US-amerikanischer schwarzer Soldaten wie Odysseus und Washington. Der Baseball-Spieler Washington hat eine Liebesbeziehung mit Carla. Carlas Mutter, Frau Behrend, missbilligt ihre Beziehung zu einem „Neger“.
Den Vortrag Edwins, des bekannten US-amerikanischen Schriftstellers, wollen Dr. Behude, der Psychiater Philipps und Emilias, Alexander, dessen Gattin Messalina, aber auch Lehrerinnen aus Boston hören, die sich auf einer Studienreise befinden. Philipp, der auf Empfehlung der geschäftstüchtigen Anne verschiedene Verdienstmöglichkeiten probiert, scheitert beim Verkauf von Patentklebern und übernimmt den Auftrag der Zeitung „Neues Blatt“, Edwin zu befragen, ob er vermute, dass im Laufe des Sommers der 3. Weltkrieg ausbrechen werde.
Heinz, der sich nicht recht entscheiden kann, ob er Washington wegen seines „Reichtums“ und seiner sportlichen Begabung bewundern oder ob er in ihm bloß (wie seine Umwelt) einen „Nigger“ sehen soll, begegnet Ezra. Dieser kommt ihm in Christophers Wagen entgegen. Ezra irritiert Heinz mit dem Eingeständnis seiner jüdischen Identität; er interessiert sich für den Erwerb des von Heinz gefundenen Straßenköters.
Das Baseballspiel mit Washington, das Christopher mit Ezra besucht, beobachten auch Heinz, seine Freunde sowie Odysseus und sein Dienstmann Josef. Um Carla vom gesellschaftlichen Druck zu entlasten, der sie zur Abtreibung des gemeinsamen Kindes drängt, macht sich Washington Gedanken über einen Umzug nach Paris, den auch Carla gutheißt.
Philipp trifft beim Besuch des Hotels, in dem Edwin übernachtet, die Lehrerinnen aus Massachusetts. Die Frauen halten Philipp irrtümlich für einen Freund Edwins. Philipp kann das Missverständnis jedoch aufgrund seiner begrenzten englischen Sprachbeherrschung nicht aufklären. Voll Scham flieht er aus dem Hotel und trifft Messalina, die das Gespräch beobachtet hat. Philipp wird von ihr zu einer Party eingeladen, auf der auch Edwin erwartet wird. Philipp eilt daraufhin durch die Hintertür der Hotelküche zum Hof, wo auch Edwin später eintrifft, der vor Messalina aus der Hotelhalle geflohen ist, weil er die Frau furchtbar findet. Die beiden Dichter kommen jedoch aus Scheu nicht ins Gespräch.
Richard Kirsch, ein mit Frau Behrend verwandter US-amerikanischer Einwanderer zweiter Generation und Luftwaffensoldat, staunt über den Stand des Wiederaufbaus der Stadt; das Ausmaß der Kriegsschäden ist offenbar kleiner, als es aufgrund von Medienberichten zu erwarten gewesen wäre. Als Richard in Frau Behrends Haus angekommen ist, wird er von der Tochter der Hausbesorgerin zur Lebensmittelhandlung geschickt. Bei dieser wartet Richard auf Frau Behrend. Die Lebensmittelhändlerin spricht in dem mit Waren gefüllten Laden von der Not in Deutschland, klagt darüber, dass mit den Besatzern auch „Neger“ nach Deutschland eingereist seien, und empört sich über Carlas Verhalten. Frau Behrend streitet sich währenddessen im Domcafé mit ihrer Tochter. Zu einem Gespräch zwischen Richard und Frau Behrend kommt es nicht, da er ein „Fräulein“ kennenlernt, mit dem er ins Bräuhaus geht, und er deshalb an einer Kontaktaufnahme mit Frau Behrend nicht mehr interessiert ist.
Kay trifft Emilia in einem Laden, wo Emilia Schmuck verkaufen wollte. Spontan verschenkt Emilia ihren Schmuck an Kay, die sie gerade erst kennengelernt hat. Am Schluss der Szene küssen sich die beiden Frauen.
Während sich Hillegonda Fragen über Gott und die Sünden stellt, hört man vor der Kirchentür das Geräusch von Steinwürfen. Odysseus ist von Susanne, von Odysseus unbemerkt, bestohlen worden; Er sucht den Dieb bei anderen Gästen. Es kommt zum Streit. Er fühlt sich als nunmehr mittelloser Schwarzer von einer „Meute“ bedrängt. Steine fliegen. Unter ungeklärten Umständen trifft ein Stein Josef am Kopf und verletzt ihn dadurch tödlich. Odysseus flieht mit Susanne.
Zum Vortrag Edwins erscheint Philipp verspätet mit Kay, die sich von der Reisegruppe aus Massachusetts zeitweilig abgesondert hat. Die beiden sehen Edwin am Podium, den ein Defekt der Sprechanlage aus dem Konzept gebracht hat. Vor seinem teilweise eingeschlafenen Publikum setzt er seine Rede über Literaturgeschichte fort. Dabei zitiert er Gertrude Stein: „(Wie) Tauben im Gras“.
Alkoholisierte Bräuhausgäste beginnen, in Richtung des „Negerclubs“, wo Jazzmusik gespielt wird, aus Empörung über Josefs Tod Steine zu werfen. Zu dem anwesenden Pöbel gehört auch Frau Behrend. Nachdem Odysseus und Susanne geflohen sind, werden Washington und Carla als „Taximörder“ bezeichnet und mit Steinen beworfen.
Während Emilia sich, über Philipps Abwesenheit frustriert, betrinkt, endet der Versuch eines „one night stands“ für Philipp und Kay enttäuschend. Philipp bekommt von Kay Emilias Schmuck geschenkt. Die beiden hören vor dem Fenster die Hilferufe Edwins, der im „Revier von Oscar Wildes goldenen Nattern“ von Bene, Kare, Schorschi und Sepp, arbeitslosen Jugendlichen, die als Strichjungen arbeiten, mit Fäusten traktiert wird. Die Jugendlichen sehen in Edwin nur „einen alten Freier, einen alten Deppen, eine alte wohlhabende Tante“.

## Ort und Zeit
Häufig wird als Romanort München angesehen. So bezeichnet Seibt den Roman als „kühnste[s] aller München-Bücher“. Tatsächlich jedoch vermied es Koeppen absichtlich, einen Namen zu nennen oder die Stadt eindeutig zu beschreiben, um zu verdeutlichen, dass seine Geschichte in jeder Nachkriegsstadt mit dort stationierten Soldaten der US Army hätte stattfinden können. Gleichwohl hat er billigend in Kauf genommen, dass viele Leser z. B. bei dem Wort „Bräuhaus“ sofort an das Hofbräuhaus in München denken. Auch dass es in der Romanstadt ein Amerikahaus und eine Produktionsstätte für Kinofilme gibt, spricht stark für München.
In Rezensionen werden die Jahreszahlen 1951 und 1949 als erzählte Zeit angegeben. Für das Jahr 1951 sprechen viele eingebaute Zeitungsschlagzeilen, insbesondere die Meldung, dass am Vortag André Gide verstorben sei (was am 19. Februar 1951 geschehen ist), sowie die Tatsache, dass das Lied The Roving Kind erst 1951 veröffentlicht wurde. Einige Rezensenten verlegen die erzählte Zeit in das Jahr 1949, darunter auch die Herausgeber des Suhrkamp-Verlags. Josef Quack sieht in dem Versuch einer exakten Datierung eine Überschätzung der Chronologie, die nicht der Zeitvorstellung des Romans entspreche. Insbesondere passt eine Deutschlandreise von US-amerikanischen Lehrerinnen, die noch im Amt sind, nicht zur Zeitangabe „Februar“. Bernd W. Seiler präzisiert Quacks Aussage, indem er feststellt: „Koeppens Nachkriegsroman ‚Tauben im Gras‘, obwohl lediglich mit der Zeitangabe 'Frühjahr' ausgestattet, wird in den Rezensionen der 1950er Jahre aufgrund der in ihm zitierten Zeitungsschlagzeilen durchweg auf das Jahre 1951 bezogen, und dies so ausdrücklich, als habe Koeppen diese Jahreszahl selber angegeben. Mit zunehmendem Zeitabstand wirkt das dargestellte Milieu dann interessanterweise älter und wird in die Jahre 1950 oder 1949 vorverlegt, aber ein bestimmtes Jahr ist es noch immer. Es scheint, als werde zeitliche Unbestimmtheit bei öffentlich zu denkenden Handlungen gar nicht ausgehalten“.
Koeppen selbst legt sich in dem Vorwort zur zweiten Auflage des Romans nicht auf eine genaue Zeitangabe fest: Der Roman spiele „kurz nach der Währungsreform […], als das deutsche Wirtschaftswunder im Westen aufging, als die ersten neuen Kinos, die ersten neuen Versicherungspaläste die Trümmer und die Behelfsläden überragten, zur hohen Zeit der Besatzungsmächte, als Korea und Persien die Welt ängstigten und die Wirtschaftswundersonne vielleicht gleich wieder im Osten blutig untergehen würde. Es war die Zeit, in der die neuen Reichen sich noch unsicher fühlten, in der die Schwarzmarktgewinner nach Anlagen suchten und die Sparer den Krieg bezahlten. Die neuen deutschen Geldscheine sahen wie gute Dollars aus, aber man traute doch mehr den Sachwerten, und viel Bedarf war nachzuholen, der Bauch war endlich zu füllen, der Kopf war von Hunger und Bombenknall noch etwas wirr, und alle Sinne suchten Lust, bevor vielleicht der dritte Weltkrieg kam. Diese Zeit, den Urgrund unseres Heute,“ habe Koeppen geschildert.

## Philosophische Grundlagen des Romans
Der Titel des Romans verweist zugleich auf dessen zentrale Aussage: Alles, was geschieht, geschieht zufällig, und die einzelnen Menschen bewegen sich durchs Leben wie „Tauben im Gras“, mit Bewegungsmustern, die für Außenstehende keinen tieferen Sinn erkennen lassen. So wirkt es beispielsweise auf einen Leser, der Homers Odyssee gelesen hat, hochgradig irritierend, dass eine „Odysseus“ heißende Figur sich von einer ausdrücklich mit Kirke verglichenen Figur „bezirzen“ und wie auf einem Floß ins Abseits treiben lässt, anstatt am Ziel festzuhalten, zu seiner Frau Penelope heimzukehren. Zwar kritisiert Edwin, die „Zivilisationsgeister“, die „sich bemühten, das Sinnlose und scheinbar Zufällige der menschlichen Existenz bloßzustellen“, hätten Unrecht, da „doch schon jede Taube ihren Schlag“ kenne und „jeder Vogel in Gottes Hand“ sei; jedoch zeigt Edwins Schicksal am Schluss des Romans, dass Koeppen ihn für naiv hält.
Schnakenbach, der chronisch Schlafsüchtige, bringt den von Edwin kritisierten Gedanken auf den Punkt: „Entweder gab es Gott gar nicht oder Gott war tot, wie Nietzsche behauptet hatte, oder, auch das war möglich und war so alt wie neu, Gott war überall […]. Gott war eine Formel, ein Abstraktum. […]. Wo Schnakenbach auch war, er war die Mitte und der Kreis, er war der Anfang und das Ende, aber er war nichts Besonderes, jeder war Mitte und Kreis, Anfang und Ende, jeder Punkt war es […].“
Der Erzähler kommentiert diese Haltung mit den Worten: „Schnakenbachs Weltbild war unmenschlich. Es war völlig abstrakt.“ Gleichwohl hat es den Anschein, dass Koeppens Umgang mit seinen Figuren genau diesem Weltbild folgt.
Bestätigt wird dieser Eindruck durch eine Aussage Philipps, der als Alter Ego Koeppens gilt: „Massachusetts war genauso fern und genauso nah wie Deutschland, vom Schriftsteller aus gesehen natürlich, der Schriftsteller stand in der Mitte, und die Welt um ihn war überall fern und nah, oder der Schriftsteller war außen, und die Welt war die Mitte, war die Aufgabe, um die er kreiste, etwas nie zu Erreichendes, niemals zu Bewältigendes, und es gab keine Ferne und keine Nähe […].“

## Einflüsse
Literarische Vorbilder, die Koeppen zu seinem Roman inspiriert haben, sind
- Gertrude Stein (Romantitel und Epigraph – „Tauben im Gras“ /  „Pigeons on the grass alas“ aus Steins Libretto zu Virgil Thomsons Oper Four Saints in Three Acts, Angloamerikanischer Modernismus)[30]

- William Faulkner, Als ich im Sterben lag (Aufbau in Szenen und Abschnitten)
- James Joyce, Ulysses („Odysseus“-Parallele: Idee, die Irrfahrt anhand eines einzigen Tages ausführlich zu beschreiben)
- John Dos Passos, Manhattan Transfer
- Alfred Döblin, Berlin Alexanderplatz („Odysseus“-Motiv – der isolierte Einzelne irrt durch die Großstadt)

## Rezeption und Interpretation
Koeppens Roman, wie auch die beiden folgenden, wurde von der Literaturkritik „genauso empört abgelehnt wie begeistert aufgenommen“, offenbar ein Zeichen dafür, mit der kritischen Bestandsaufnahme der jungen Bundesrepublik „den Nerv getroffen oder an Tabus gerührt zu haben“. Den Grund für den geringen Erfolg beim Lesepublikum sieht der Literaturkritiker Reich-Ranicki in der für die damalige deutsche Literatur ungewöhnlichen komplizierten Montagetechnik, die bei der Rekonstruktion der Handlung viel Geduld erfordere. Reich-Ranicki würdigte schon früh das Werk als bedeutenden modernen Roman. 2006 bezeichnet er Tauben im Gras als Koeppens bedeutendstes Buch. An diesem Roman sei „nichts kolportagehaft, das ist große Literatur.“ Es sei „künstlerisch der beste deutsche Roman dieser Zeit und dieser Generation“. Allerdings sei das deutsche Publikum, nachdem es während der Zeit des Nationalsozialismus von moderneren literarischen Strömungen wie James Joyce oder John Dos Passos abgeschnitten gewesen sei, 1951 noch nicht reif für den Roman gewesen, der „allzu avantgardistisch“ wirkte. Zudem fühlten sich lebende Personen von Koeppen porträtiert, obwohl dieser behauptete, sie gar nicht zu kennen. Koeppen habe in seinem Roman genau die Gefühle eingefangen, die viele Zeitgenossen betrafen: „diese Angst, dieses Leiden an der Nachkriegszeit. Er hatte sie offensichtlich genau getroffen. Ein großer Triumph für einen Schriftsteller.“ In ähnlicher Beurteilung lobt Vogt die „atmosphärisch dichte Schilderung und klarsichtige Analyse der Zeit des beginnenden ‚Wirtschaftswunders‘“. Für Best ist es verwunderlich, dass das mit den folgenden Romanen der Trilogie des Scheiterns thematisch und technisch verwandte Werk nach der Veröffentlichung, als „aggressiv-militant“ empfunden wurde. Für ihn ist der Roman „nicht durch Anklage, sondern durch Klage und Diagnose verbunden mit dem Versuch der Ortsbestimmung durch einen Mann der »Zeuge gewesen und am Leben geblieben war«“ gekennzeichnet. Reich-Ranicki nahm 2001 das Buch in seinen Kanon deutschsprachiger Romane auf.
2023 geriet Tauben im Gras durch eine Petition gegen den Roman als Pflichtlektüre in der Schule wieder in den Fokus der Öffentlichkeit und löste eine Grundsatz-Diskussion darüber aus, ob ein antirassistisches literarisches Werk wegen von Romanfiguren geäußerter rassistischer Wörter eine rassistische Wirkung beim Lesepublikum und besonders bei Jugendlichen habe und wie man mit dieser Problematik umgehen solle.
Gegen die Position der Petitionsbefürworter, oder in Relativierung ihrer Argumente (s. Abschnitt Debatte zum Roman als Abitur-Pflichtlektüre), nahm die Kultusministerin Therese Schopper die Lektüre trotz der „drastischen Sprache“ in Schutz: Koeppen sei kein Rassist, sondern weise auf Rassismus hin, der Inhalt werde im Unterricht eingeordnet. In einem Interview sprach sich der Schriftsteller Peters unter Verwendung eines Zitats der in Usbekistan geborenen deutschen Schriftstellerin Alla Leshenko für die Beibehaltung der Sprache des Originals und ihrer Schmerzpunkte aus. Die „Unappetitlichkeiten früherer Epochen“ als „Triggerpunkte“ zur Vergegenwärtigung der Problematik auszuhalten, sei Grundlage einer kritischen Auseinandersetzung. Literatur sei kein moralisches Traktat.

## Debatte zum Roman als Abitur-Pflichtlektüre
Im März 2023 startete die Ulmer Deutsch- und Englischlehrerin Jasmin Blunt eine Petition mit der Forderung, dass das Buch nicht als Abitur-Pflichtlektüre beruflicher Gymnasien des Bundeslandes Baden-Württemberg (geplant ab 2024) eingeführt werden und stattdessen „aus dem Pflichtlektürekanon des Bundeslandes Baden-Württemberg und in der Folge aus allen Curricula der Bundesländer entfernt“ werden solle. Bis am 22. März 2023 wurde das Bittschreiben von 2400 Menschen mitunterzeichnet. Ende April 2023 fand die Petition 12.000 Befürworter. „Nach zwölf Jahren will sie [Jasmin Blunt] ab dem nächsten Schuljahr […] nicht mehr unterrichten. Grund ist dieser Roman […], eine Pflichtlektüre im Abitur nächstes Jahr, den sie an die Schüler bringen müsste. Als sie das Buch aufschlug, war Jasmin Blunt fassungslos […], an ihrem Arbeitsplatz erlebt sie plötzlich Rassismus, aufgrund des Lehrplans. An die hundertmal das ‚N-Wort‘, ohne Fußnoten oder Erklärungen.“ Im Podcast des Südwestrundfunks sagt die Lehrerin mit dunkler Hautfarbe: „Das ist ein brutaler Angriff auf meine Menschenwürde.“
„Blunt geht es nicht um den literarischen Wert. Schon im Januar hatte sie sich mit einem Brief an Kultusministerin Theresa Schopper (Grüne) gewandt. Doch die Ministerin verteidigt den Roman“, schrieb die Stuttgarter Zeitung. „Wir müssen uns überlegen, was das mit Schülerinnen und Schülern macht, die selbst von Rassismus betroffen sind. Sie werden dem ausgesetzt ohne sich entziehen zu können, weil das Buch für das Abi relevant ist“, wurde Bernd-Stefan Grewe, Leiter des Instituts für Geschichtsdidaktik an der Universität Tübingen von ebendieser Zeitung zitiert.
Die Literaturwissenschaftlerin Andrea Geier sah in der Petition einen wichtigen Appell. Das Buch sei rassismuskritisch gemeint. Für den Umgang damit fehlten insbesondere Unterrichtskonzepte. Es gebe noch keine eingeübten Praktiken, wie mit den Effekten rassistischer Sprache umgegangen werden kann. Wie sollen Inhalte im Gespräch mit Jugendlichen thematisiert werden, ohne rassistische Sprache zu reproduzieren? Zahlreiche Organisationen, Menschenrechtsaktivisten und Schriftsteller stellten sich hinter die Forderung, das Buch aus dem Pflichtlektürekanon zu nehmen, auch viele Protestschreiben von Professoren gingen im Kultusministerium ein.
Laut der Berichterstattung deutscher „Leitmedien“ vom März 2023 wollte Kultusministerin Theresa Schopper zuerst am Status „Pflichtlektüre“ festhalten. „Es geht darum, deutlich zu machen, wie Rassismus Gesellschaften prägt: damals in den 50er-Jahren, als der Roman entstanden ist, aber auch heute.“ Dies solle durch eine Einordnung des Romans und begleitende Fortbildungen und Materialien erreicht werden. Kritiker verwiesen auf Alternativen. Es gebe andere Werke, die ähnliche Themen in einer anderen Sprache behandeln. Gefordert wurde in einem offenen Brief an die Ministerin insbesondere Verantwortungsbewusstsein im Umgang mit sensiblen Themen.
Wie dem Artikel des Südwestrundfunks vom 28. April 2023 entnommen werden konnte, legte das baden-württembergische Kultusministerium schließlich einen Kompromiss vor. Lehrkräfte sollen eine Alternativlösung wählen dürfen. Anfang Juli 2023 teilte der Sprecher von Theresa Schopper mit, dass an beruflichen Gymnasien künftig auch der Roman Transit von Anna Seghers gelesen und mit dem Buch Die Habenichtse von Katharina Hacker verglichen werden könne.

## Ausgaben
- Erstausgabe: Tauben im Gras. Scherz & Goverts, Stuttgart und Hamburg, 1951.
- Aktuelle Ausgabe: Tauben im Gras  (= Wolfgang Koeppen, Werke in 16 Bänden, Band 4). Herausgegeben und mit einem Kommentar von Hans-Ulrich Treichel. Suhrkamp, Frankfurt am Main, 2006, ISBN 978-3-518-41804-8.
- Taschenbuch: Tauben im Gras (= Suhrkamp Taschenbuch 601). Suhrkamp, Frankfurt am Main 1980, ISBN 3-518-37101-0.
- E-Book: Tauben im Gras. Suhrkamp, Berlin 2010, ISBN 978-3-518-73760-6.
- Hörbuch: Tauben im Gras. Gelesen von Achim Höppner. Der Audio Verlag, Berlin 2022, ISBN 978-3-7424-1599-8.
- Hörspiel: Tauben im Gras. Bearbeitung und Regie: Leonhard Koppelmann. Mit Ulrich Noethen, Irm Hermann, Werner Wölbern u. a. Der Hörverlag, München 2009, ISBN 978-3-86717-414-5.

### Schulunterricht
- Friedbert Stühler: Wolfgang Koeppen: „Tauben im Gras“. Der moderne deutsche Großstadtroman. In: Friedbert Stühler: Alfred Döblin, Berlin Alexanderplatz, Wolfgang Koeppen, Tauben im Gras : der moderne deutsche Grossstadtroman. Beyer Verlag, Hollfeld 1996 (Blickpunkt Text im Unterricht)

- Willibert Kempen: Wolfgang Koeppen: Tauben im Gras : [Abiturklausuren üben, Interpretationen wiederholen, Fachbegriffe nachschlagen]. Stuttgart : Klett, 2009
- Wolfgang Pütz: Wolfgang Koeppen: „Tauben im Gras“. Lektüreschlüssel für Schülerinnen und Schüler. Philipp Reclam jun., Stuttgart 2010, ISBN 978-3-15-015429-8
- Jürgen Egyptien: Wolfgang Koeppen: Tauben im Gras. Braunschweig : Schroedel, 2010
- Horst Grobe: Erläuterungen zu Wolfgang Koeppen: Tauben im Gras. Königs Erläuterungen: Textanalyse und Interpretation, 472, C. Bange Verlag, Hollfeld 2011, ISBN 978-3-8044-1945-2
- Shari Costa: Ein Unterrichtsmodell zu Wolfgang Koeppens „Tauben im Gras“ für die gymnasiale Oberstufe. In: Nachkriegsliteratur im Deutschunterricht (= Mitteilungen des deutschen Germanistenverbandes 4/2017), S. 364–382.